# British
British è un singolo del gruppo musicale trap italiano Dark Polo Gang, pubblicato l'11 maggio 2018 come primo estratto dal terzo album in studio Trap Lovers.
Il brano è stato certificato disco di platino per le oltre 50 000 copie vendute.

## Classifiche
| Classifica (2018) | Posizione massima |
| ----------------- | ----------------- |
| Italia            | 1                 |